# Stephen Glass
Stephen Glass (Estados Unidos, 15 de setembro de 1972) é um ex-jornalista estadunidense que ficou conhecido por fraudar artigos na revista The New Republic. De 1995 até 1998, ele inventou fontes, relatos e pessoas para ganhar fama e prestígio. Foi despedido quando as fraudes chegaram ao conhecimento de seu editor por meio de uma reportagem da Forbes. Sua passagem na revista foi dramatizada no filme Shattered Glass.
Glass inventou 27 dos 41 artigos que escreveu para a revista. Após o escândalo, formou-se em Direito e continua morando em Nova Iorque. Em maio de 2003, publicou seu primeiro romance, "The Fabulist" ("O Mentiroso" - tradução livre), sobre um jornalista ambicioso que inventa histórias e personagens para subir na vida.

## Leitura complementar (em inglês)
- Chait, Jonathan. "Remembrance of Things Passed: How my friend Stephen Glass got away with it. Washington Monthly
- New Republic: "The editors: to our readers", primeiro pedido de desculpas da revista (maio de 1998) e "To our readers: a report", segundo pedido de desculpas (junho de 1998).
- Rosin, Hanna. "Glass Houses". Slate.
- Salon.com. Hacker heaven, editors' hell - Maio de 1998, sobre o último artigo de Glass.
- Rick McGinnis Web site. A Tissue of Lies: The Stephen R. Glass Index - Lista dos artigos de Glass.
- Muitos dos artigos que Glass escreveu para The New Republic não estão mais online. Abaixo, alguns links para os artigos que Glass é suspeito de inventar parcialmente ou totalmente

1. "A Day on the Streets", publicado em junho de 1991
2. “Probable Claus”, publicado em janeiro de 1997
3. “Don't You D.A.R.E.”, publicado em março de 1997
4. “Writing on the Wall”, publicado em março de 1997
5. "Slavery Chic", publicado em julho de 1997
6. “The Young and the Feckless”, publicado em setembro de 1997